# Dia Internacional do Parlamentarismo
O Dia Internacional do Parlamentarismo é comemorado no dia 30 de junho desde 2018, foi instituído nesse mesmo ano pela Assembleia Geral das Nações Unidas.

## Proclamação
O Dia Internacional do Parlamentarismo foi proclamado em 22 de maio de 2018 pela Assembleia Geral das Nações Unidas. O seu objetivo é reconhecer o papel e a responsabilidade dos parlamentos na transparência, na responsabilização e na promoção da democracia parlamentar.

## Celebração
Este dia é comemorado anualmente no dia 30 de junho, coincidindo com a data de criação da União Interparlamentar (UIP) em 1889. A primeira celebração oficial ocorreu em 2018. Desde então, o progresso dos parlamentos em objetivos-chave, como a inclusão de mais mulheres e jovens parlamentares e a adaptação às novas tecnologias.

## Temas
- 2018: As democracias parlamentares estão em perigo?[3]
- 2019: Eventos dos membros para o 130º aniversário da UIP em 2019[4]
- 2020: Os parlamentos têm o dever especial de promover os direitos humanos e promover o desenvolvimento sustentável[5][6][a]
- 2021: Digo sim aos jovens no Parlamento![7][8]
- 2022: Envolvimento público no trabalho do parlamento[9]
- 2023: Parlamentos para o planeta[10]